# کایتو کیمورا
کایتو کیمورا (ژاپنی: 木村 魁人؛ زادهٔ ۲ سپتامبر ۱۹۹۳) یک بازیکن فوتبال اهل ژاپن است.
از باشگاه‌هایی که در آن بازی کرده‌است می‌توان به باشگاه فوتبال کاگوشیما یونایتد اشاره کرد.